# Petter Bengtsson Holm
Petter Bengtsson Holm, född 1638, död 1691 (begravd den 26 november) i Mathem, Östra Tollstads socken, Östergötland, var en svensk mästare och bildhuggare och skulptör.

## Biografi
Petter Bengtsson Holm var bosatt i Mathem i Östra Tollstad och gifte sig omkring år 1665 med konterfejaren Johan Johansson Werners dotter Elisabeth Werner (omkring 1635-1695). Han var bror till bildsnidaren Erik Holm. Under 1670- och 1680-talen samarbetade han troligen med sin bror och sina svågrar träsnidaren Henrik Werner och konterfejaren Johan Werner med arbeten för olika kyrkor i Östergötland. Man vet att de tillverkade predikstolar till Sjögestads kyrka 1680, Västra Tollstads kyrka 1670 och Östra Tollstads kyrka 1680. De är klumpigt tillyxade men har högtidligt präglade nischfigurer som återger allmogetyper.
Det historiska källmaterialet är magert, varför verkförteckningen nedan på många punkter är osäker.

## Verk
- Varvs kyrka, Östergötland, Predikstol 1660, möjligen skapad av Henrik Werner och Petter Holm i samarbete. Rester av stolen bevarade i kyrktornet.
- Fornåsa kyrka, Östergötland, Predikstol 1666, möjligen skapad av Henrik Werner och Petter Holm i samarbete. Rester av stolen bevarade i kyrktornet.
- Västra Tollstads kyrka, Östergötland, Predikstol 1670.
- Sjögestads kyrka, Östergötland, Predikstol sannolikt tillkommen mellan 1670 och 1682. Rester av stolen bevarade i kyrktornet.
- Östergötlands länsmuseum, Linköping, Predikstol, ursprungligen tillverkad för Östra Tollstads kyrka, Östergötland omkr. 1682.
- Tjärstads kyrka, Östergötland, Predikstol, möjligen skapad av Henrik Werner och Petter Holm i samarbete.
- Säby kyrka, Småland, Predikstol liknande den i Tjärstads kyrka.